# Atyriodes velina
Atyriodes velina là một loài bướm đêm trong họ Geometridae.